# Banian (ort i Guinea)
Banian är en ort i Guinea.   Den ligger i prefekturen Faranah Prefecture och regionen Faranah Region, i den centrala delen av landet, 300 km öster om huvudstaden Conakry. Banian ligger 494 meter över havet och antalet invånare är 36 445.
Terrängen runt Banian är platt. Runt Banian är det glesbefolkat, med 16 invånare per kvadratkilometer. Det finns inga andra samhällen i närheten. I omgivningarna runt Banian växer huvudsakligen savannskog.